# LeftWord Books
LeftWord Books és una editorial amb seu a Nova Delhi que busca reflectir les opinions de l'esquerra a l'Índia i a l'Àsia meridional. El seu director general és Prakash Karat, exsecretari general del Partit Comunista de l'Índia (Marxista), el director editorial és Vijay Prashad i l'editor gerent és l'actor Sudhanva Deshpande. Ha publicat llibres de Mark Twain, Hugo Chávez, Fidel Castro, Richard Levins, Dwijendra Narayan Jha i Githa Hariharan, entre d'altres.

## Història
LeftWord Books es va fundar el 1999 com a divisió editorial de Naya Rasta Publishers Private Limited. Va ser concebuda per un grup d'intel·lectuals d'esquerres com Prabhat Patnaik, Aijaz Ahmad, Indira Chandrasekhar, Prakash Karat, VK Ramachandran i N. Ram, i de vegades ha estat considerada com «el braç editorial en anglès del Partit Comunista de l'Índia (Marxista)». Està gestionada per Sudhanva Deshpande, que havia treballat amb Tulika Books entre els 1994 i 1998, i continua col·laborant amb el grup de teatre Jana Natya Manch. LeftWord Books es diferencia de Tulika Books, segons Deshpande, per ser explícitament d'esquerres.
L'empresa dirigeix la May Day Bookstore and Cafe a Nova Delhi, així com la venda al detall a Internet, a través de la qual ven llibres de diverses editorials d'esquerra. També té un club de subscripcions amb el qual es va finançar l'inici de la divisió editorial. L'any 2000, la companyia es va consolidar com una editorial d'èxit amb diversos títols ben rebuts pel públic.